# Pedro Vilca Apaza (distrito)
Pedro Vilca Apaza é um distrito do Peru, departamento de Puno, localizada na província de San Antonio de Putina.

## História
Em 1962 se cria o distrito da Pedro Vilca Apaza.

## Alcaides
- 2011-2014: Cecilio Maldonado Cañapataña.
- 2007-2010: Juan Pablo Salas Chipana.

## Festas
- Nossa Senhora do Natividade

## Transporte
O distrito de Pedro Vilca Apaza não é servido pelo sistema de estradas terrestres do Peru.